# ХАЗ-30
ХАЗ - 30 — надлегкий двомісний спортивно-навчальний літак виробництва Харківського державного авіаційного виробничого підприємства.

## Загальні характеристики
ХАЗ-30 належить до класу дуже легких літаків зі злітною масою до 750 кг.
Призначений для виконання тренувальних і приватних польотів. Пілоти сидять у кабіні пліч-о-пліч. Літак обладнаний спареною системою управління, що дозволяє використовувати його для початкового навчання пілотів. Можливість установки додаткового спеціального обладнання дозволяє використовувати літак для різноманітних авіаробіт.
Літак повністю відповідає вимогам Норм льотної придатності EASA CS-VLA для дуже легких літаків і має Сертифікат типу № ТЛ 0060.
Конструктивно ХАЗ-30 — вільнонесучий моноплан з високорозміщеним прямим крилом великого подовження, однокільовим оперенням зі встановленим на фюзеляжі нерухомим стабілізатором.
Силова установка розташована в носовій частині фюзеляжу і складається з поршневого бензинового двигуна Rotax-912ULS2 із трилопатевим повітряним гвинтом, що тягне.
Чотирициліндровий карбюраторний двигун робочим об'ємом 1352 кубічних сантиметрів здатний забезпечити максимальну швидкість польоту на рівні 200 км/год з дальністю перельоту до 400 кілометрів.
Для авіадвигуна застосовується закрита примусова система змащування із «сухим» картером, з використанням високоякісного синтетичного, напівсинтетичного або мінерального мастила для автомобільних бензинових двигунів.
Витрата палива залежно від режиму польоту може варіюватися від 15 до 27 літрів бензину за годину польоту.
Шасі літака - триопорне, не прибирається у польоті та з колесом передньої опори, що самопозиціонується.
На ХАЗ-30 дозволені до виконання фігури простого пілотажу.
Літак надійний, безпечний і простий в управлінні. Навіть посадка із зупиненим двигуном не викликає труднощів та істотно не відрізняється від штатного режиму.
Літаки подібного класу авіації загального призначення мають вартість у діапазоні від $30 тис. до $60 тис.

## Льотно-технічні характеристики
| Характеристика                       | Дані       |
| Масові характеристики                |            |
| Максимальна злітна маса              | 650 кг     |
| Максимальна посадкова маса           | 650 кг     |
| Максимальна маса спорядженого літака | 575 кг     |
| Маса пустого                         | 395 кг     |
| Максимальна заправка паливом         | 73 л       |
| Маса екіпажу                         | 180 кг     |
| Маса багажу                          | 20 кг      |
| Геометричні характеристики           |            |
| Довжина                              | 6,408 м    |
| Розмах крила                         | 9,526 м    |
| Площа крила                          | 12,4 м²    |
| Висота пустого літака                | 2,36 м     |
| Максимальна ширина фюзеляжу          | 1,16 м     |
| Фюзеляж                              | 5,6 м      |
| База шасі                            | 1,65 м     |
| Колія шасі                           | 1,8 м      |
| Розмах горизонтального оперення      | 2,85 м     |
| Льотні характеристики                |            |
| Практична стеля                      | 3 500 м    |
| Максимальна швидкість                | 200 км/год |
| Швидкість відриву                    | 90 км/год  |
| Посадкова швидкість                  | 85 км/год  |
| Розбіг                               | 120 м      |
| Пробіг                               | 120 м      |
| Екіпаж                               | 1(2)людини |

## Варіанти и модификації
- ВиС-3 — перший передсерійний зразок (з лобовим склом товщиною 3 мм)[2]
- ВиС-5 — спортивний варіант зі зменшиним розмахом крил[3].
- ВиС-5А
- ВиС-5М
- ХАЗ-30 — стандартизований варіант для серійного виробництва, на основі ВиС-5 (товщина лобового скла збільшена до 4 мм)

## Експлуатанти
- Україна, Міністерство оборони
  - Харківський університет повітряних сил імені Івана Кожедуба зупинив свій вибір на ХАЗ-30 для організації навчальних польотів курсантів[4]. Станом на серпень 2013 — 4 літаки

## Аналоги
| - Aero AT-3 - AMD Zodiac - Breezer Breezer - Remos GX - ICON A5 | - Zenith STOL CH 701 - Flight Design CT - Denney Kitfox - Fantasy Air Allegro - Ikarus C42 | - Pipistrel Virus - Europa XS - CGS Hawk - 3Xtrim 3X55 Trener - The Airplane Factory Sling | - Х-32 Бекас - Як-18 - Terrafugia Transition |